# Moye (peuple)
Pour les articles homonymes, voir Nunu.
Les Moye (aussi appelé Moyi, Nunu, Moyi-Bobangi ou Nunu-Bobangi) sont un peuple bantou d’Afrique centrale établi en république démocratique du Congo dans les territoires de Bolobo et Yumbi – où ils cohabitent avec les Tende – et dans les territoires d’Inongo, de Lukolela et Bolomba
. Ils sont également présents en république du Congo dans la région des Plateaux.

## Ethnonymie
Selon les sources on observe plusieurs variantes : Banunu, Moye, Nunu.
« Nunu » et « Banunu » sont utilisés en République démocratique du Congo, alors que « Moyi » ou « Moye » sont employés en République du Congo.
Assimilés aux Bobangi, ils sont souvent appelés Nunu-Bobangi ou Moye-Bobangi car ils partagent leur langue (ou parlent une langue proche) et ont une culture très similaire, ils ont probablement une origine commune.
Ils ne sont pas à confondre avec la Banunu du territoire de Mushie.

## Histoire
Selon la tradition orale, les villages moye ou nunu de Moye et Likuba ont été fondés par Ngobila. Ceci les différencie des autres Bobangi.